# Fort Ross
Pour les articles homonymes, voir Ross.
Fort Ross (en russe : Форт-Росс) ou originellement la forteresse Ross (en russe : Крепость Росс, krepost Ross) était un fort russe en Californie du nord. 
Il fut établi en 1812 par la compagnie russe d'Amérique et vendu à John Sutter en 1841. Situé à 80 km au nord de San Francisco, il fut le point le plus méridional de l'Amérique russe. Ce site unique dans ce qui est aujourd'hui le comté de Sonoma a été récemment l'objet de recherches archéologiques intenses et est à présent un National Historic Landmark.
La seule structure originelle restant sur le site est Rotchev House, la résidence du responsable. La chapelle, dédiée à la sainte Trinité, fut endommagée par le tremblement de terre de 1906 à San Francisco mais, une grande partie de la structure boisée ayant résisté, elle put être reconstruite en 1916. En octobre 1970, elle fut victime d’un incendie. La chapelle actuelle est une reconstruction à l'identique.

## Histoire
Cet établissement fut fondé en 1812, lorsque les colons russes venus d’Alaska descendirent vers le sud pour y trouver des terres cultivables. Il fut fondé par Ivan Kouskov, natif de Totma. En effet, les terres alaskiennes étaient peu fertiles et l’approvisionnement en nourriture y était difficile. Ces colons commencèrent par s’installer en Colombie-Britannique, puis dans l’état de Washington et enfin dans l’Oregon et en Californie.
Cette installation fut rapidement un échec. Le nouveau gouvernement américain ainsi que les Espagnols se trouvant un peu plus au sud y étaient farouchement opposés. Les colons russes connaissaient d’importantes pénuries d’approvisionnement et l’économie de cette colonie était trop centrée sur le commerce de fourrure. En raison de ce contexte difficile, la colonie fut vendue à John Sutter en 1841.
Les expéditions russes en Amérique du Nord s’arrêtèrent avec la vente de l’Alaska par l’empire russe au profit des États-Unis en 1867.

### Influence espagnole dans la région
À cette même époque, la nouvelle Espagne commençait à s’inquiéter de l’influence des Russes dans la région. La construction de forts (presidios) et de villes (pueblos) fut décidée, mais l’indépendance du Mexique fit perdre à l’Espagne son influence dans la région.

### Influence mexicaine dans la région
Après avoir déclaré leur indépendance en 1821, les Mexicains s'affirment également contre les Russes : la Mission San Francisco de Solano répond spécifiquement à la présence des Russes à Fort Ross, et le Mexique établit l'⁣El Presidio Real de Sonoma ou la caserne de Sonoma en 1836, avec le général Mariano Guadalupe Vallejo comme « commandant de la frontière nord » de la province d'Alta California. Le fort était l'avant-poste mexicain le plus au nord, il fut construit pour arrêter toute nouvelle colonie russe en direction du Mexique. 

## Composition de la colonie

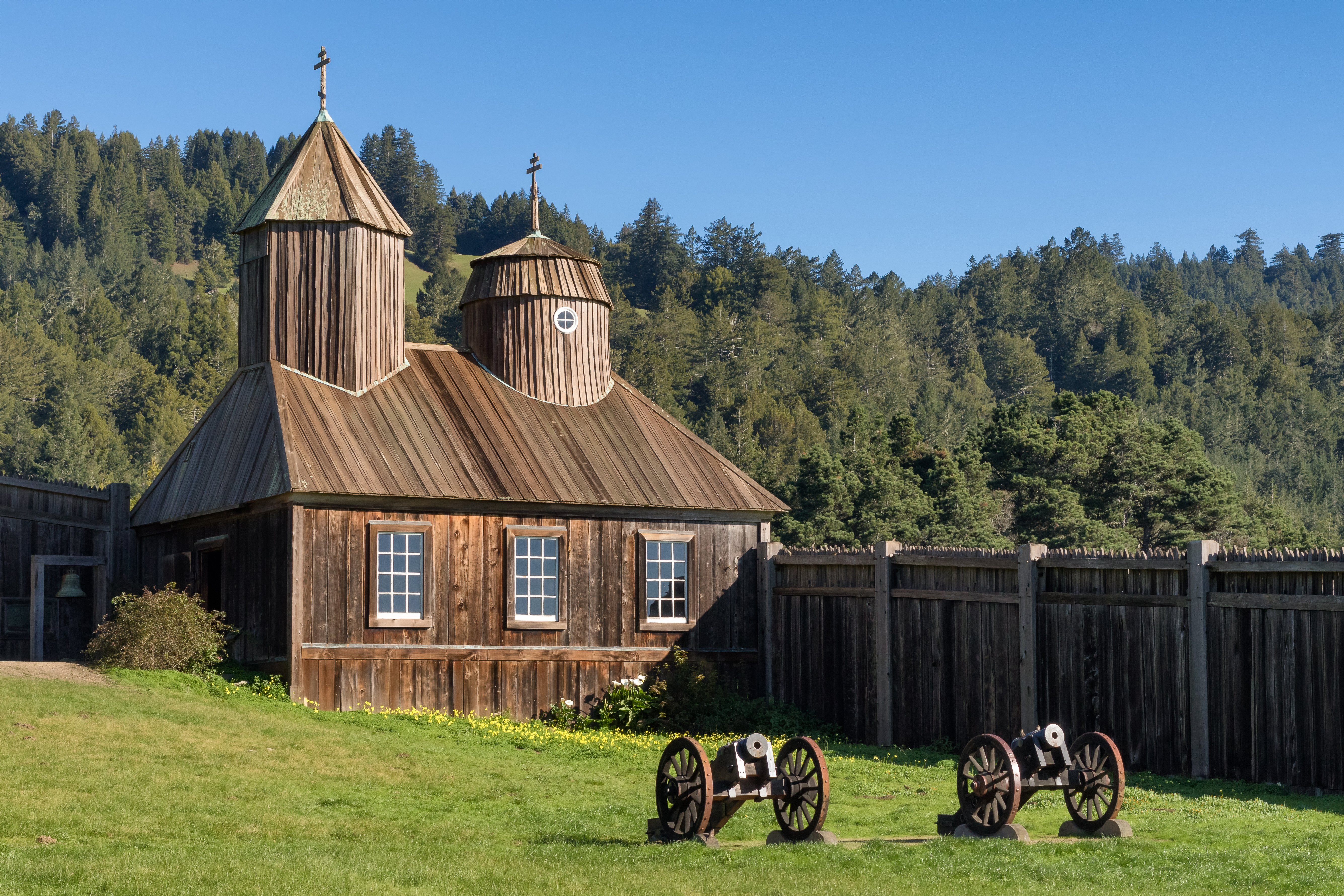
La chapelle en bois en 2016.

Cette colonie était composée d’une chapelle, de plusieurs maisons et également d’une station de chasse au phoque sur les îles Farallon.

## Situation actuelle
Aujourd’hui ce fort est un musée en plein air accessible à tous.
Les communautés russes de ces colonies firent majoritairement deux choix, retourner en Russie ou s’intégrer aux populations américaines, en abandonnant souvent l’orthodoxie au profit du catholicisme ou du protestantisme. Cet abandon de la culture russophone se fit principalement pendant la guerre froide par patriotisme.